# Greg Gonzalez
Gregory Steven Gonzalez (nacido el 28 de septiembre de 1982) es un cantautor, guitarrista y productor discográfico estadounidense. Es conocido por ser el fundador, vocalista principal y guitarrista de la banda Cigarettes After Sex.

## Vida y carrera
Nacido el 28 de septiembre de 1982 en El Paso ,Texas González comenzó a interesarse por la música a los 10 años, cuando compró su primera guitarra e inmediatamente comenzó a escribir canciones, lo que dio lugar a su primera canción escrita, "The Ocean", que era instrumental. A la misma edad, se introdujo por primera vez en la música heavy metal, de la que aprendió a tocar la guitarra y más tarde se unió a una banda de metal. En un intento por encontrar su estilo musical, experimentaría con estilos de jazz y música dance. De niño, González se inspiró mucho en la cantante francesa Françoise Hardy y su álbum La question (1971), junto con otros artistas como Marvin Gaye, The Everly Brothers y Chet Baker.
Queriendo ser parte de una banda "enorme", González formaría Cigarettes After Sex en su ciudad natal en 2008. Cuatro años después de su formación, lanzaron su EP debut I., que fue grabado en la Universidad de Texas en El Paso. La banda lanzó su álbum de estudio debut homónimo en 2017.
En 2022, González lanzó Charm of Pleasure, un EP colaborativo con el compositor italiano Daniele Luppi, que contó con dos sencillos: «You Never Loved» y «The Rose You Kept», junto con tres canciones más del álbum «Charm Of Pleasure».

## Discografía
- Charm of Pleasure (con Daniele Luppi ) (2022)

### Sencillos
- "You Never Loved" (con Daniele Luppi) (2022)
- "The Rose You Kept" (con Daniele Luppi) (2022)